# Schloss Kreppelhof

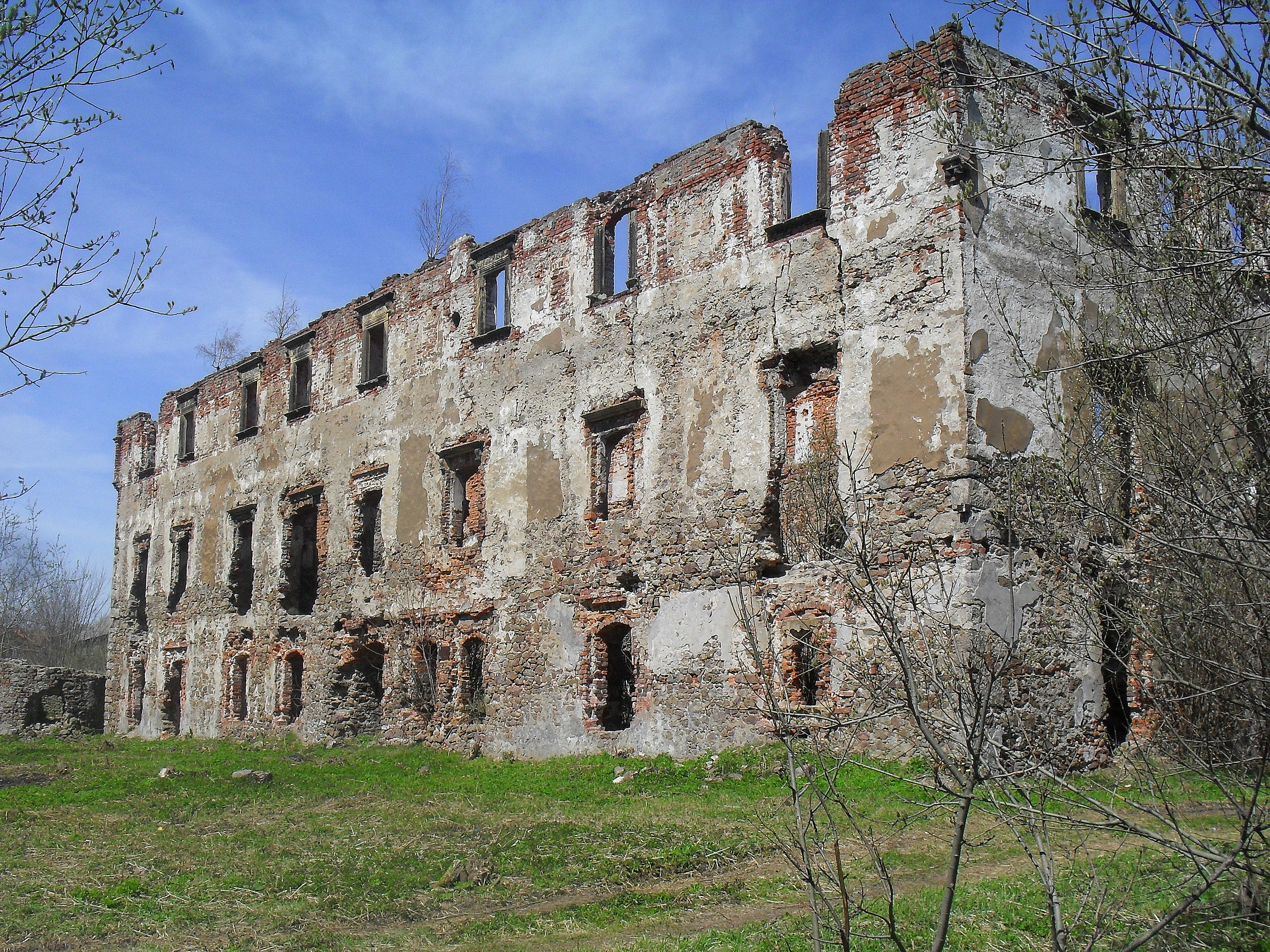
Ruine 2012

Schloss Kreppelhof (polnisch Zamek Grodztwo) ist ein Schloss in Kamienna Góra (Landeshut) in der Woiwodschaft Niederschlesien in Polen, das nur als Ruine erhalten ist.

## Geschichte

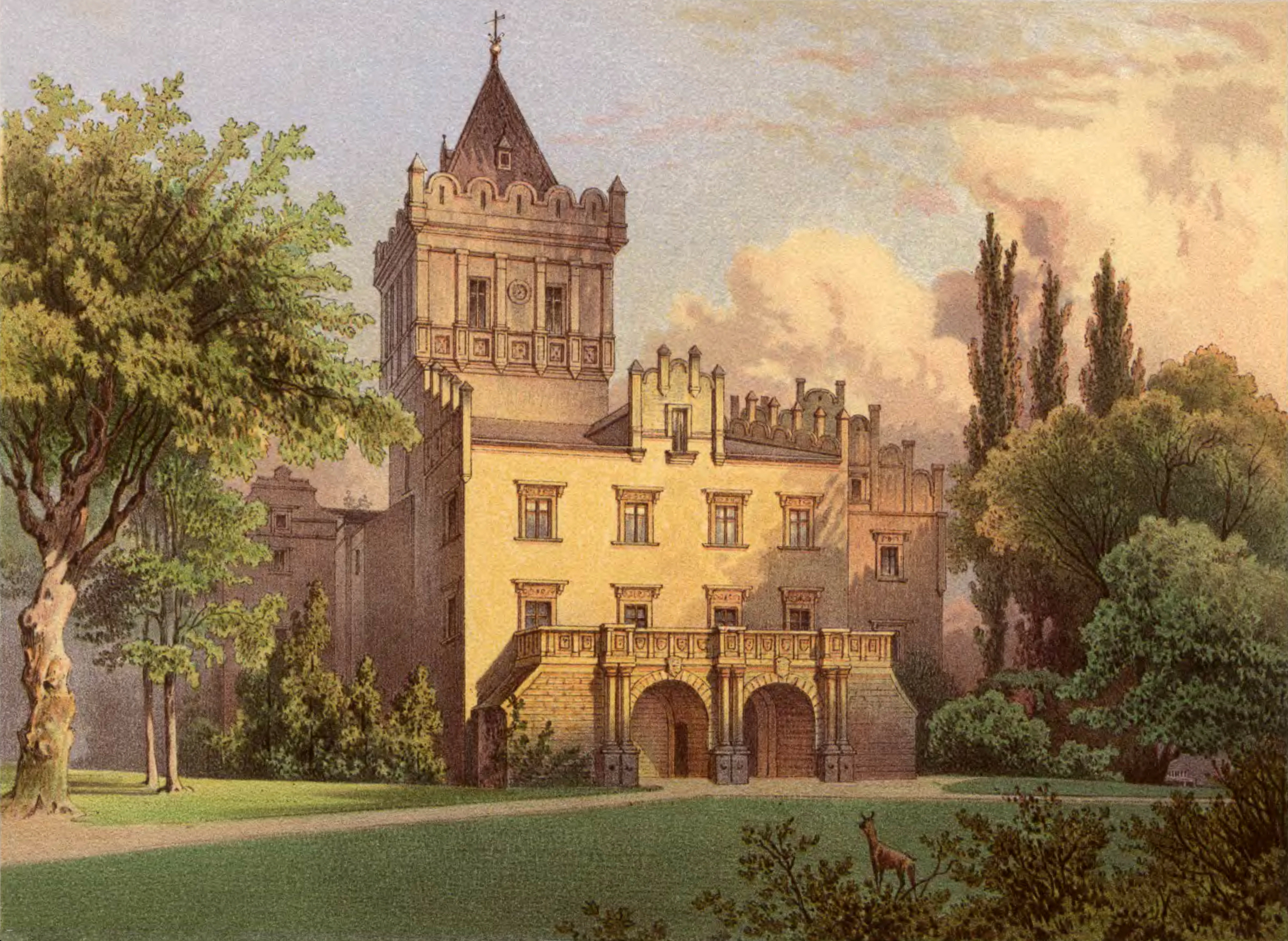
Schloss Kreppelhof um 1873/74, Sammlung Alexander Duncker

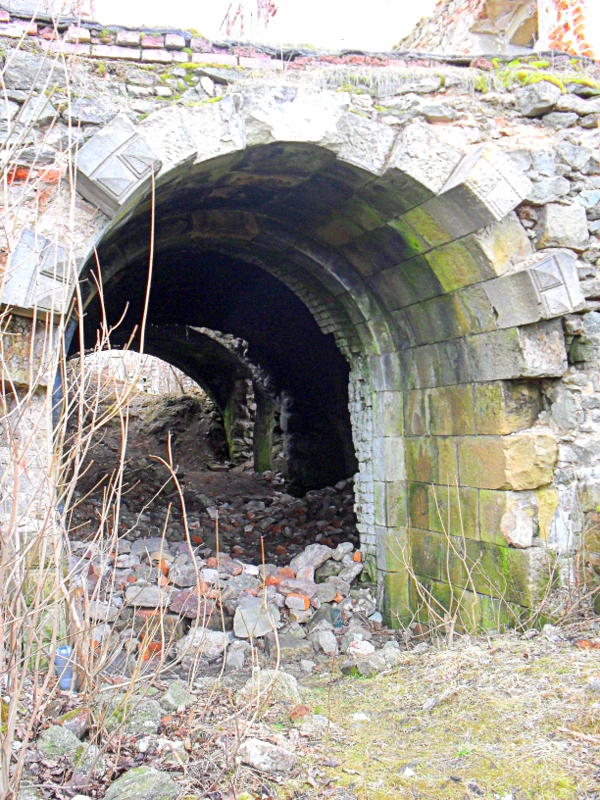
Portal 2011

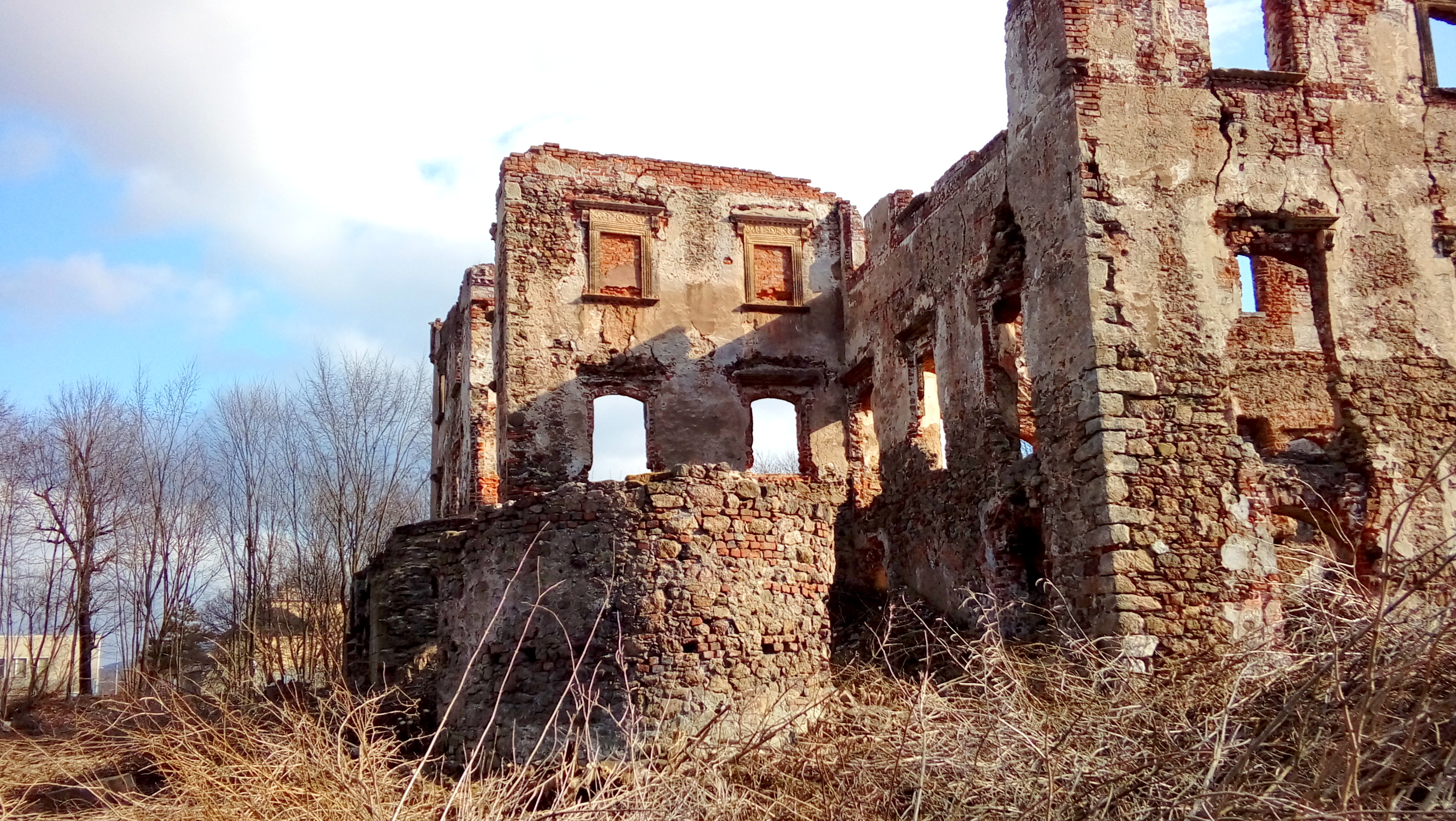
Ruine 2019

Die Gründungsgeschichte des Kreppelhofes geht bis ins 14. Jahrhundert zurück, als im Rahmen der sogenannten Ostkolonisation fränkische Bauern, möglicherweise aus dem Weiler Kreppling, sich über die „böhmische Brücke“ in Schlesien niederließen und nördlich der Stadt Landeshut am linken Ufer des Bober kolonisierten. Über die erste Anlage des Hofes sind keine Urkunden mehr vorhanden. Vermutlich war der Kreppelhof eine Zeit lang im Eigentum einer Familie von Kreppel, von der die Anlage auch ihren bis zum Zweiten Weltkrieg verbliebenen Namen erhalten haben dürfte. Nach Übernahme des Gutes durch die Familie von Gotsche um 1555 wurde „Haus Kreppelhof“ im Renaissance-Stil zum Schloss umgestaltet. Es wechselte noch mehrmals seine Eigentümer: zunächst das Geschlecht von Schindel, dann die Familie derer von Dyhrn. Mitte des 18. Jahrhunderts waren Schloss und Herrschaft im Besitz des Erdmann II. Graf von Promnitz. Er schenkte Kreppelhof am 8. Juni 1765 seinem Neffen Christian Friedrich Graf zu Stolberg-Wernigerode, der sie seinem Sohn Anton zu Stolberg-Wernigerode vererbte. Die Grafen von Stolberg bildeten dann eine eigene genealogische Familienlinie Kreppelhof heraus. Kreppelhof galt als alter befestigter Grundbesitz im Fürstentum Schweidnitz und Jauer. Somit stand dem Besitzer, respektive dem Eigentümer ein Sitz im Preußischen Herrenhaus in Berlin zu. Nach dessen Tod 1854 gelangte Kreppelhof als Familienfideikommiss an seinen Sohn Eberhard zu Stolberg-Wernigerode, dem sein Neffe Udo zu Stolberg-Wernigerode, vermählt mit Elisabeth Gräfin Arnim-Boitzenburg, folgte. Dessen Sohn Albrecht Graf zu Stolberg-Wernigerode wurde 1945 enteignet und vertrieben. 1964 brannte das Schloss Kreppelhof aus.